# 보잉 747-8
보잉 747-8(영어: Boeing 747-8)은 보잉 747-400의 후속 기종이자 마지막 보잉 747의 파생형이다.또한, 하늘의 여왕(Queen of the sky)이라는 별명을 가지고 있다. 
보잉 777-300ER과 통합하여 보잉 Y-3로 개발될 예정이다.
대부분의 항공기하고는 달리 여객형보다 화물형이 먼저 출시됐으며, 여객기 '747-8 인터콘티넨탈'은 2017년 8월에 대한항공 HL7644 B747-8 B5분을, 화물기는 아틀라스 항공이 주문한 4대 중 마지막 기체인 N863GT가 2022년 12월 6일에 롤아웃한 이후 이듬해 2023년 2월 1일에 인도식을 거치면서, 보잉 747은 55년 파란만장했던 역사의 종지부를 찍었다.

## 역사
2004년, 보잉은 747의 추가 파생형 개발을 발표하였는데 기존 1990년대 개발되었던 보잉 747X의 디자인과 유사하나 보잉 787 드림라이너의 기술을 도입하여 현대화에 박차를 가했다. 
2005년, 보잉은 신 모델을 보잉 747-8로 명명하였으며 에어버스 A380과의  여객기와 화물기 전 파생형을 300대 판매를 목표로 하였다. 
개발 과정에서 보잉은 보잉 787 드림라이너에 사용되는 엔진과 조종시스템을 접목하였으며 이에 이전의 보잉 747 보다 더 조용하고, 경제적이며 친환경적인 항공기라는 것을 발표하였다. 
보잉 747-8은 동급 항공기인 에어버스 A380과 보잉 777-300ER의 공백차이를 해결할 항공기였으나 보잉 777X의 개발로 계획한 주문량에 미치지 못하였다.
2006년 8월, 첫 파생형인 보잉 747-8F 조립을 시작으로 2011년 10월 12일, 룩셈부르크의 화물 항공사인 카고룩스에 첫 보잉 747-8을 인도한 것을 시작으로 2012년 5월 5일, 독일의 루프트한자가 첫 보잉 747-8I 항공기를 인도받았다. 
이후 에미레이트 항공, 영국항공 등 여러 항공사가 도입을 검토하였으나 대한항공, 루프트한자, 중국국제항공 이 세 항공사만이 보잉 747-8I를 도입한 항공사가 되었다. 
대한항공은 전 세계 항공사들 중 보잉 747-8의 여객형과 화물형을 모두 보유한 항공사가 되었으며 2018년, 미 공군은 기존에 운용 중인 에어포스 원 보잉 VC-25A를 대체하기 위해 747-8I 2대를 주문하였는데 이는 과거 트랜스아에로 항공이 도입하려다 해당회사의 파산으로 주문 취소된 항공기를 도입하는 것이다.

## 모델 목록
보잉 747-8I (Intercontinental)
보잉 747-400의 후속 기종으로 현재 같이 개발중인 보잉 787 드림라이너의 기술이 상당부분 적용되었고 상층부와 전체 동체길이가 증가하였다. 
엔진 파일런 뒷부분은 셰브론 노즐이 적용돼 톱니 모양으로 되어 소음이 기존의 747-400 보다 30% 감소하였고 주익의 후퇴각보다 익단의 후퇴각이 더 큰 형태 (레이키드 윙팁)의 적용으로 항력이 감소하였고, 날개면적이 넓어졌으며, 연료 효율성이 747-400보다 16%, A380 보다 11% 높아지고 400ER보다 항속거리가 증가하였다. 
길이는 보잉 747-400보다 더 길고, 날개 폭이 늘어났다. 
또한 보잉 787 드림라이너처럼 날개에 Wing flex가 생기는 등, 보잉 787 드림라이너의 여러 기술을 가져와 적용했다. 
해당 파생형은 2017년에 단종되었다.
보잉 747-8F (Freighter)
747-8의 화물 버전으로 보잉 747-8I하고과 마찬가지로 보잉 787 드림라이너의 기술이 상당부분 적용되었고, 전체 길이가 증가하였다. 
엔진 파일런 뒷부분은 톱니 모양으로 되어 소음을 감소시키고 주익의 후퇴각보다 익단의 후퇴각이 더 큰 레이키드 윙 팁의 적용으로 항력이 감소하였고, 날개 면적이 넓어졌으며, 연료 효율과 항속거리가 증가하였다. 
길이는 보잉 747-400보다 더 길고 날개 폭이 늘어 났지만 상층부의 경우 200F형, 400F형과 같이, 길이가 짧은 것이 특징이다.

## 주문
| 년도 최초 주문   | 고객                 | 747‑8I | 747‑8F | 인도 현황                            |
| ---------------- | -------------------- | ------ | ------ | ------------------------------------ |
| 2005년 11월 15일 | 카고룩스             |        | 14     | 14                                   |
| 2005년 11월 15일 | 일본화물항공         |        | 8      | 8                                    |
| 2006년 3월 30일  | 쿠웨이트 VIP 전용기  | 8      |        | 8                                    |
| 2006년 10월 11일 | 아틀라스 항공        |        | 10     | 10                                   |
| 2006년 11월 30일 | 볼가 드네포르 항공   |        | 5      | 5                                    |
| 2006년 12월 6일  | 루프트한자           | 19     |        | 19                                   |
| 2006년 12월 28일 | 대한항공 카고        |        | 7      | 7                                    |
| 2007년 11월 8일  | 캐세이패시픽 카고    |        | 14     | 14                                   |
| 2009년 12월 7일  | 대한항공             | 10     |        | 10                                   |
| 2011년 6월 15일  | 아리크 에어          | 2      |        | 자금난으로 주문취소                  |
| 2012년 10월 11일 | 중국국제항공         | 7      |        | 7                                    |
| 2012년 11월 27일 | 사우디아 카고        |        | 2      | 2                                    |
| 2013년 7월 9일   | 실크웨이 항공        |        | 5      | 5                                    |
| 2013년 12월 27일 | 트랜스아에로 항공    | 4      |        | 2015년 10월 26일 최종부도로 주문취소 |
| 2014년 10월 10일 | 에어브리지 카고 에어 |        | 7      | 6                                    |
| 2016년 11월 4일  | UPS 항공             |        | 14     |                                      |
| 합계             | 17                   | 56     | 88     | 103                                  |
| 합계             | 17                   | 30     |        | 103                                  |

## 사진

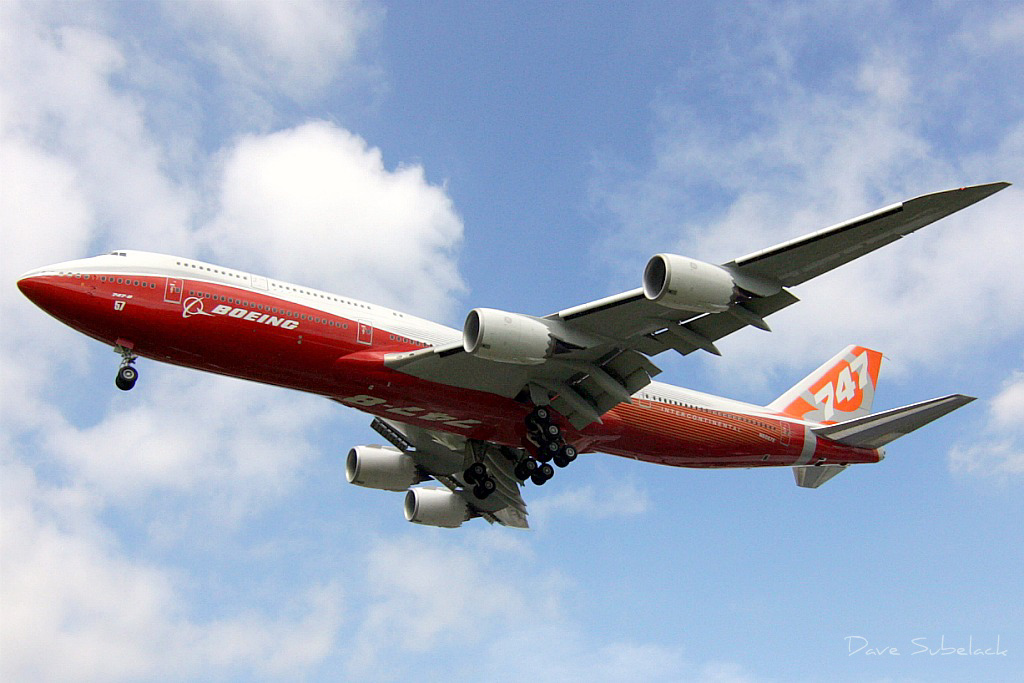
보잉 747-8I의 프로토타입
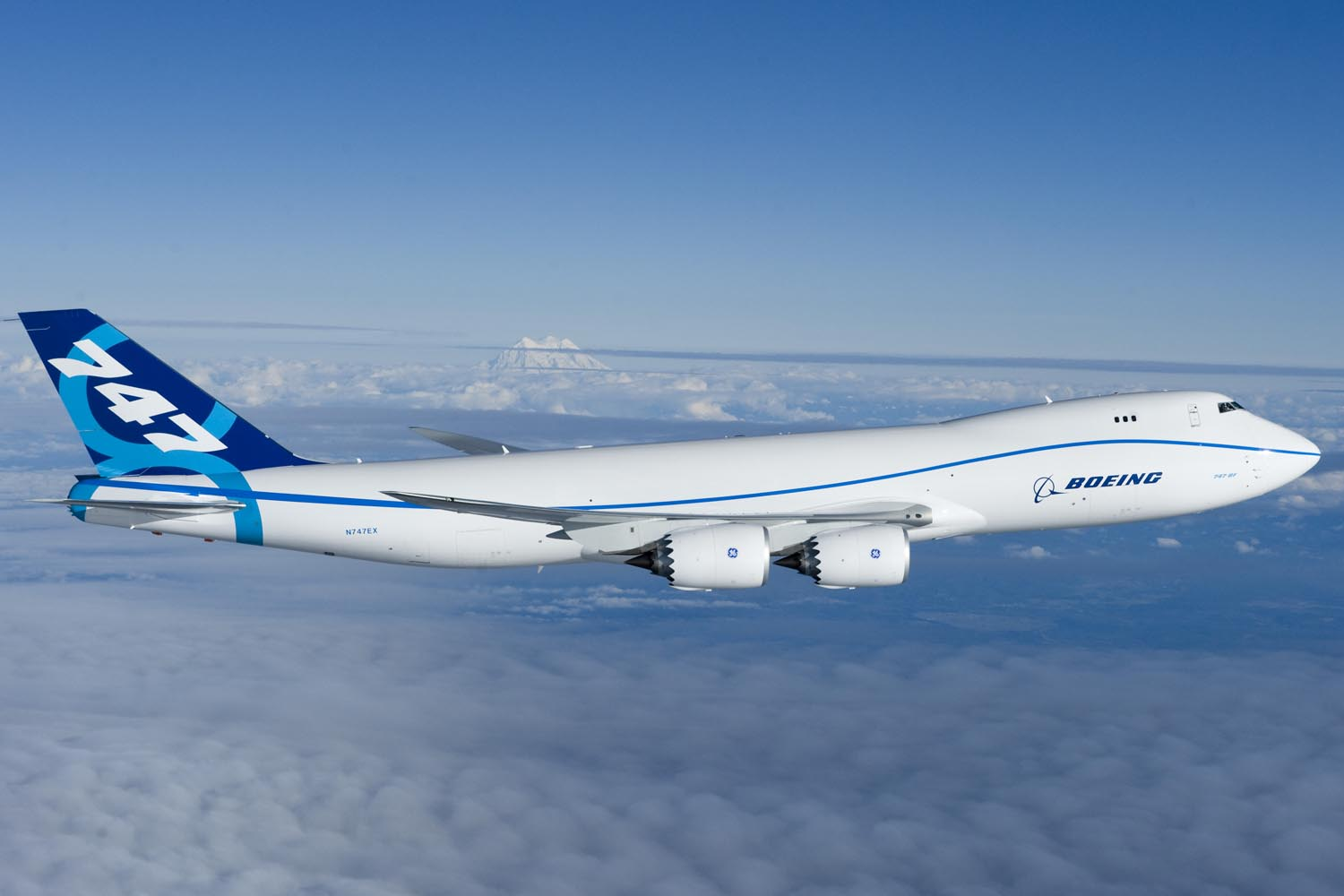
보잉 747-8F의 프로토타입
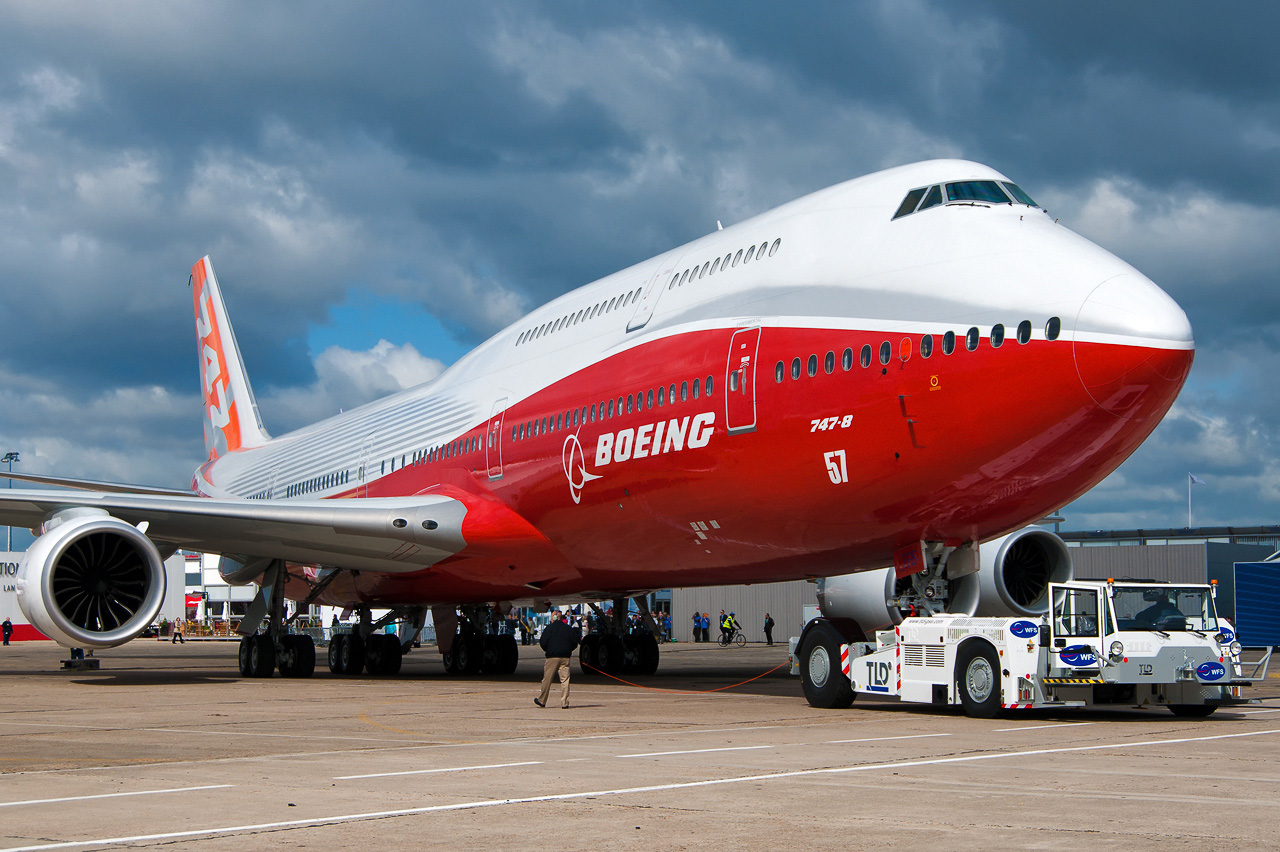
보잉 747-8I
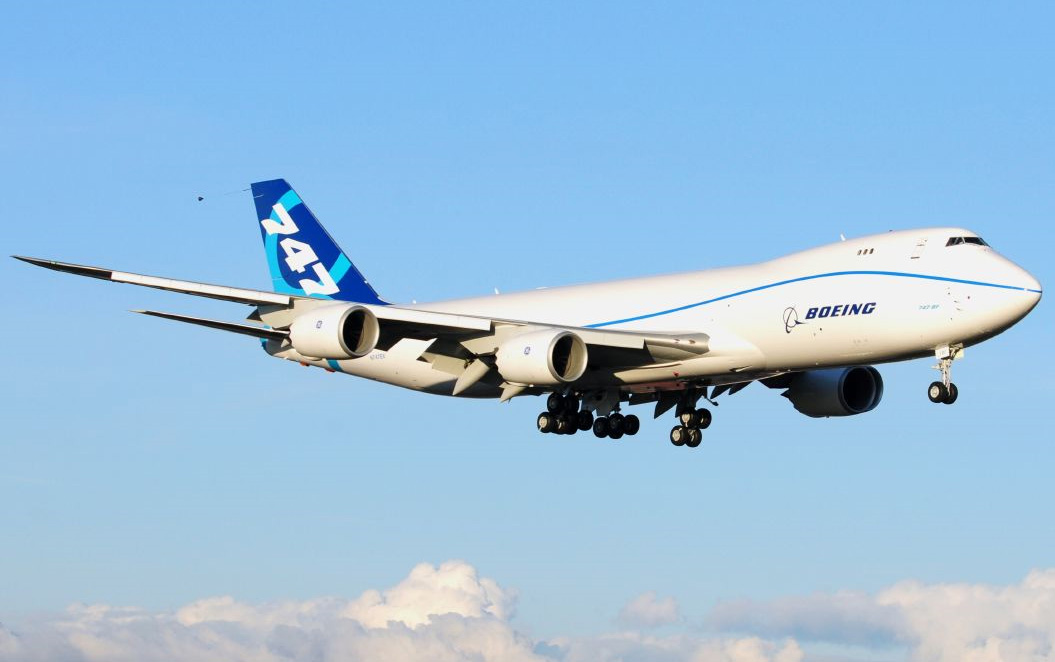
보잉 747-8F
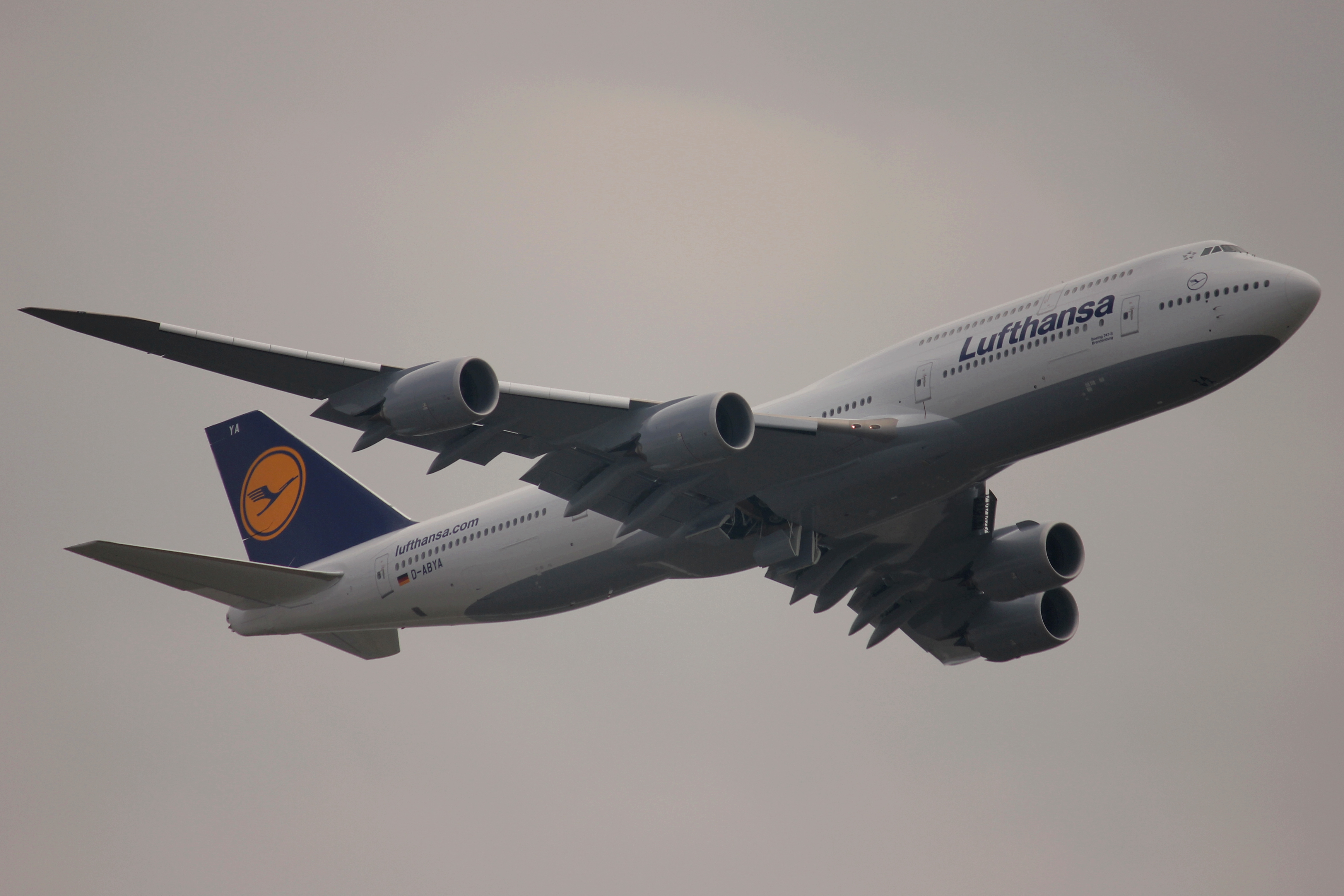
루프트한자의 보잉 747-8I
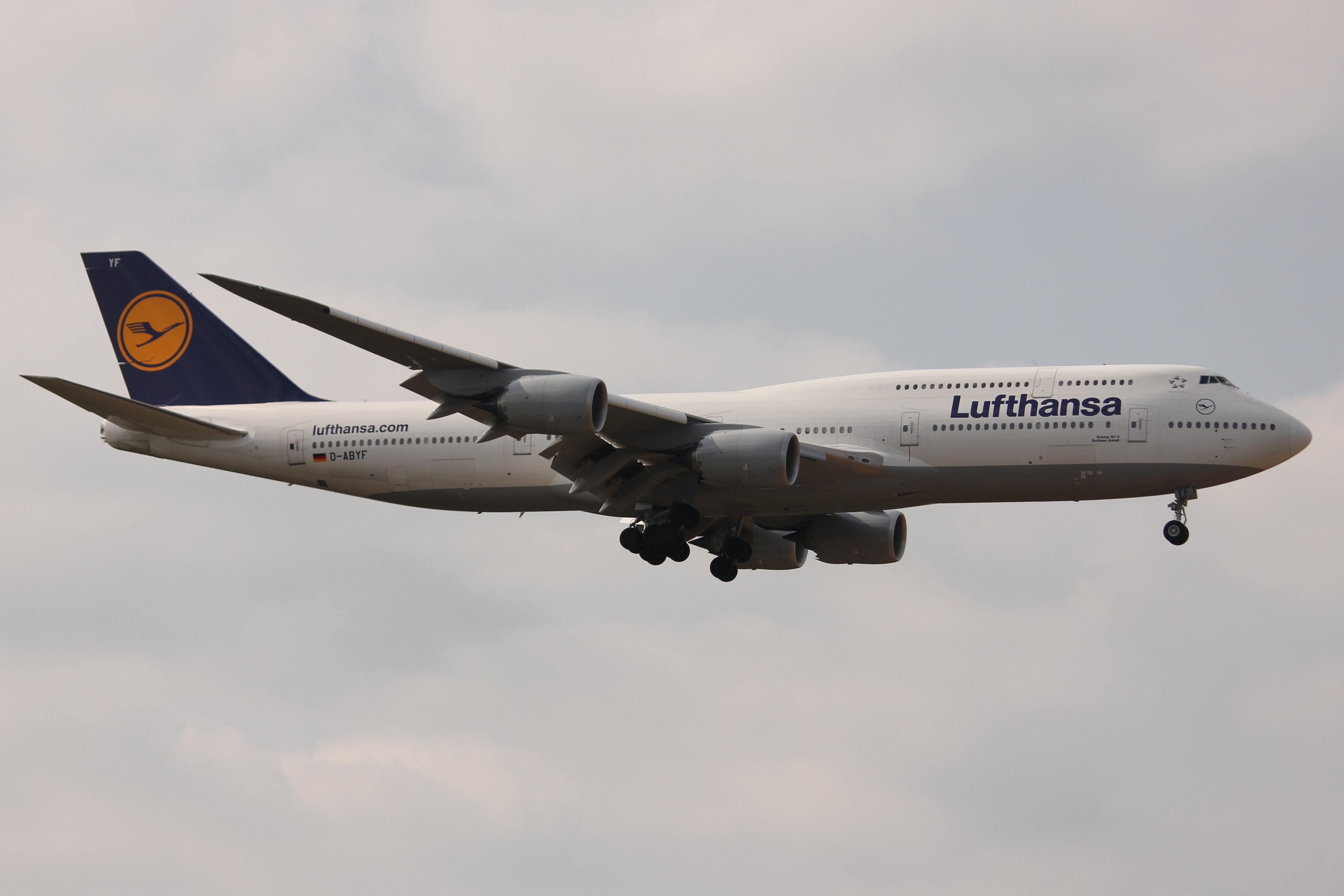
루프트한자의 보잉 747-8I
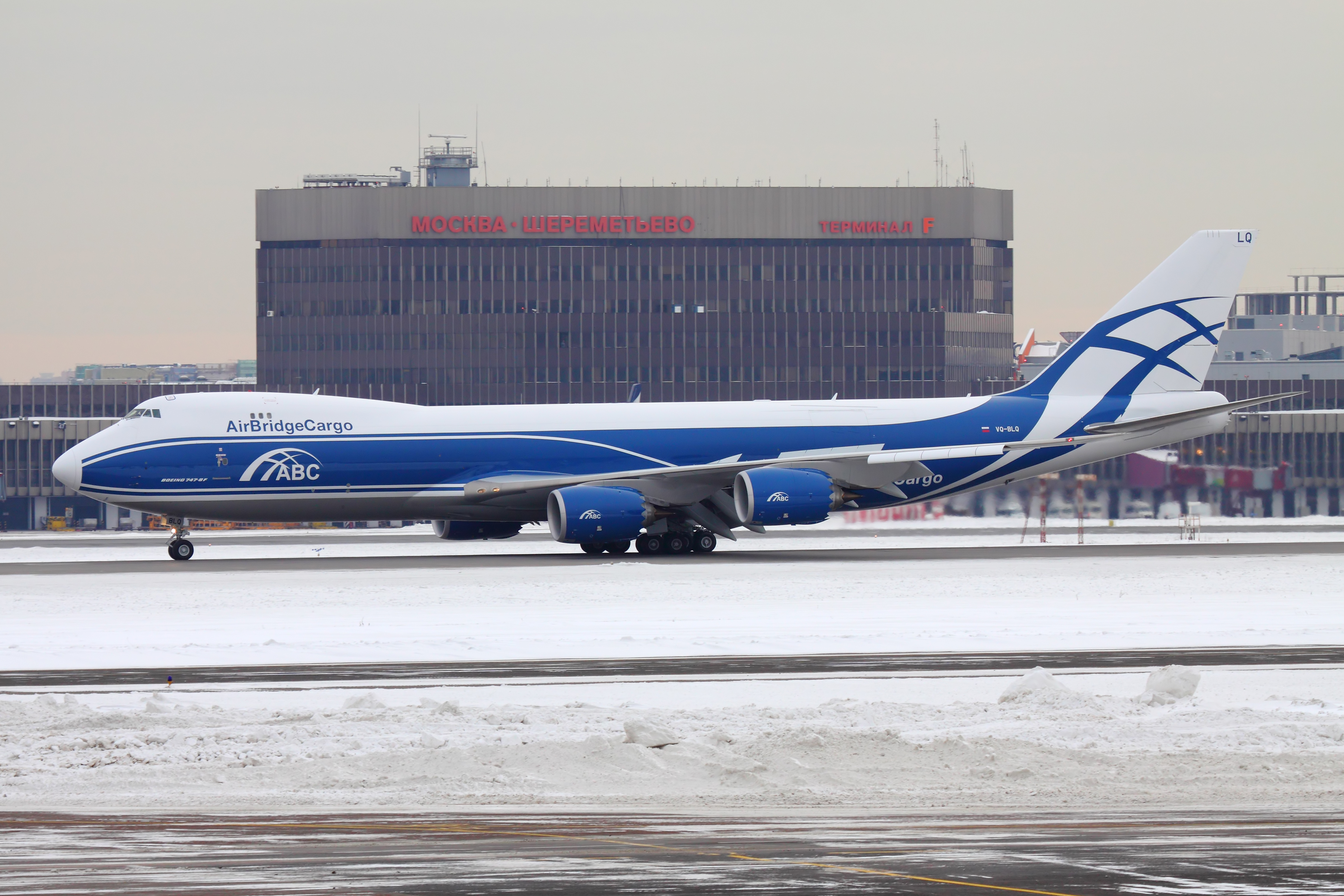
에어브리지 카고 에어의 보잉 747-8F
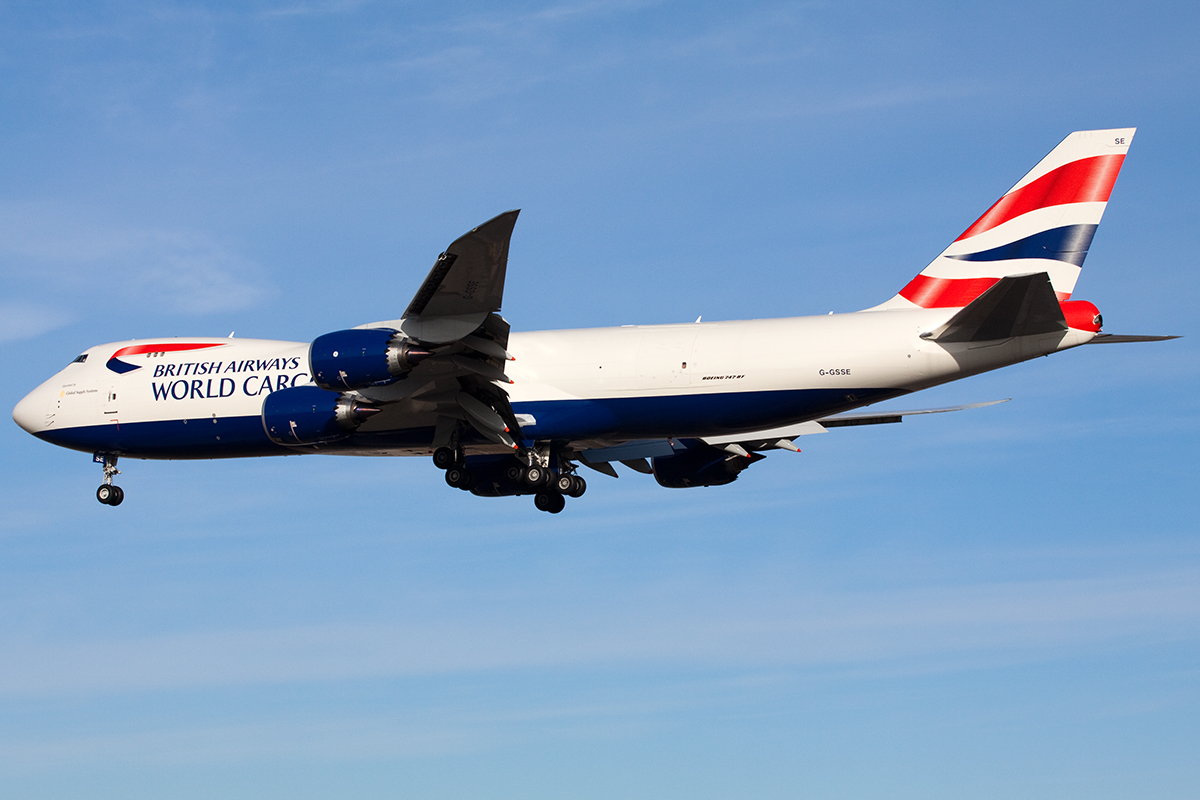
영국항공 월드 카고(글로벌 서플라이 시스템스)의 보잉 747-8F (퇴역)
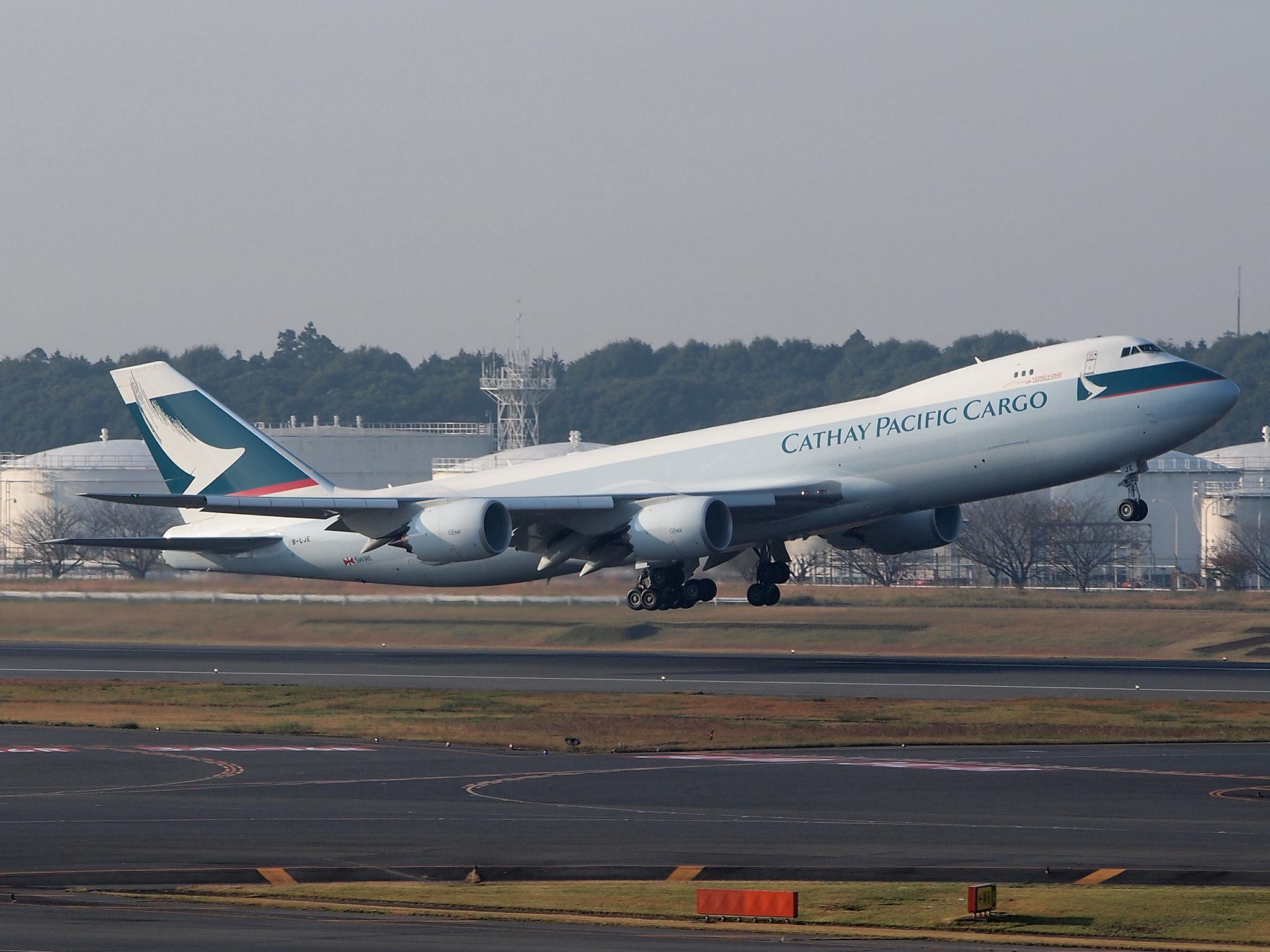
캐세이퍼시픽 카고의 보잉 747-8F
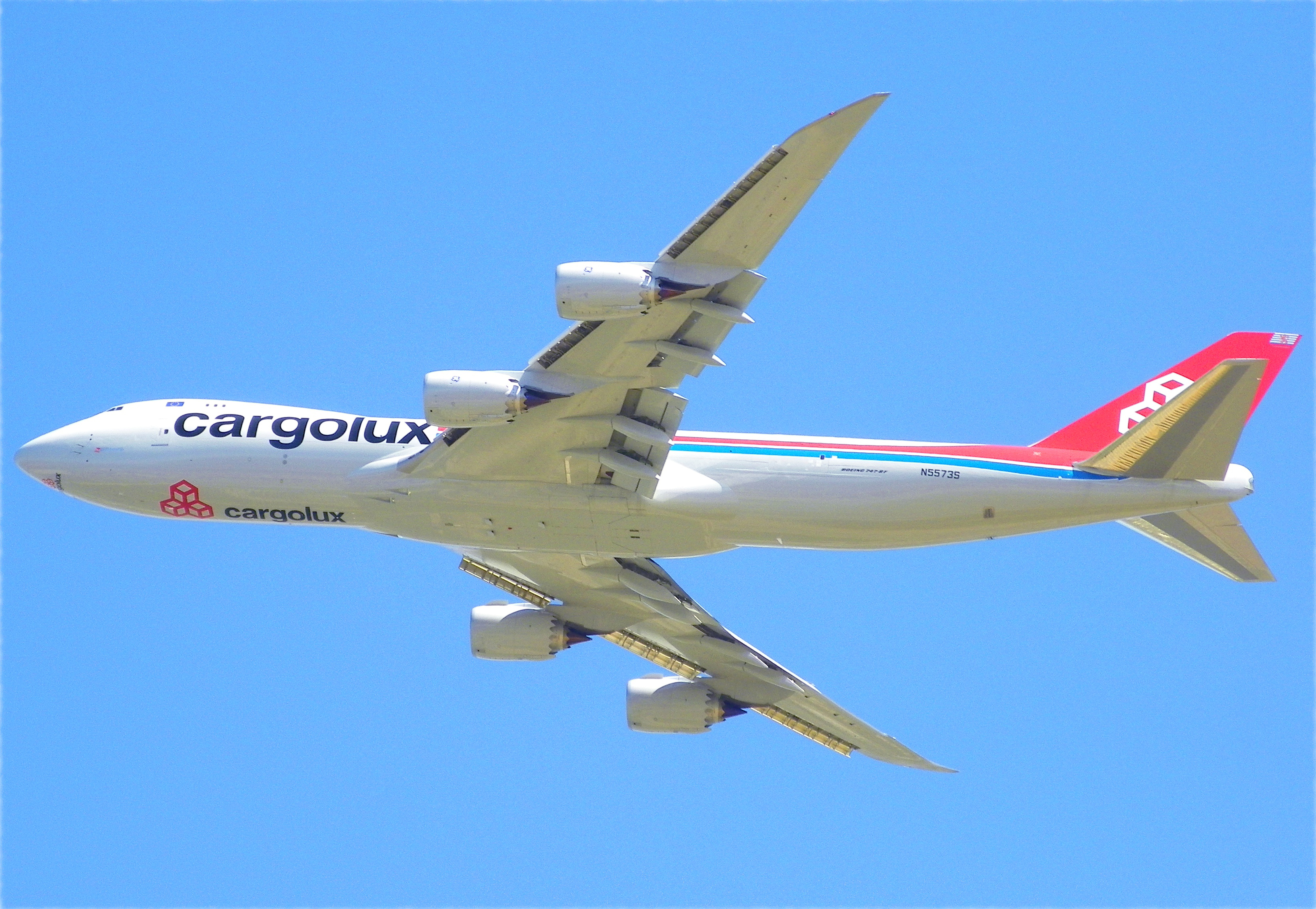
카고룩스의 보잉 747-8F
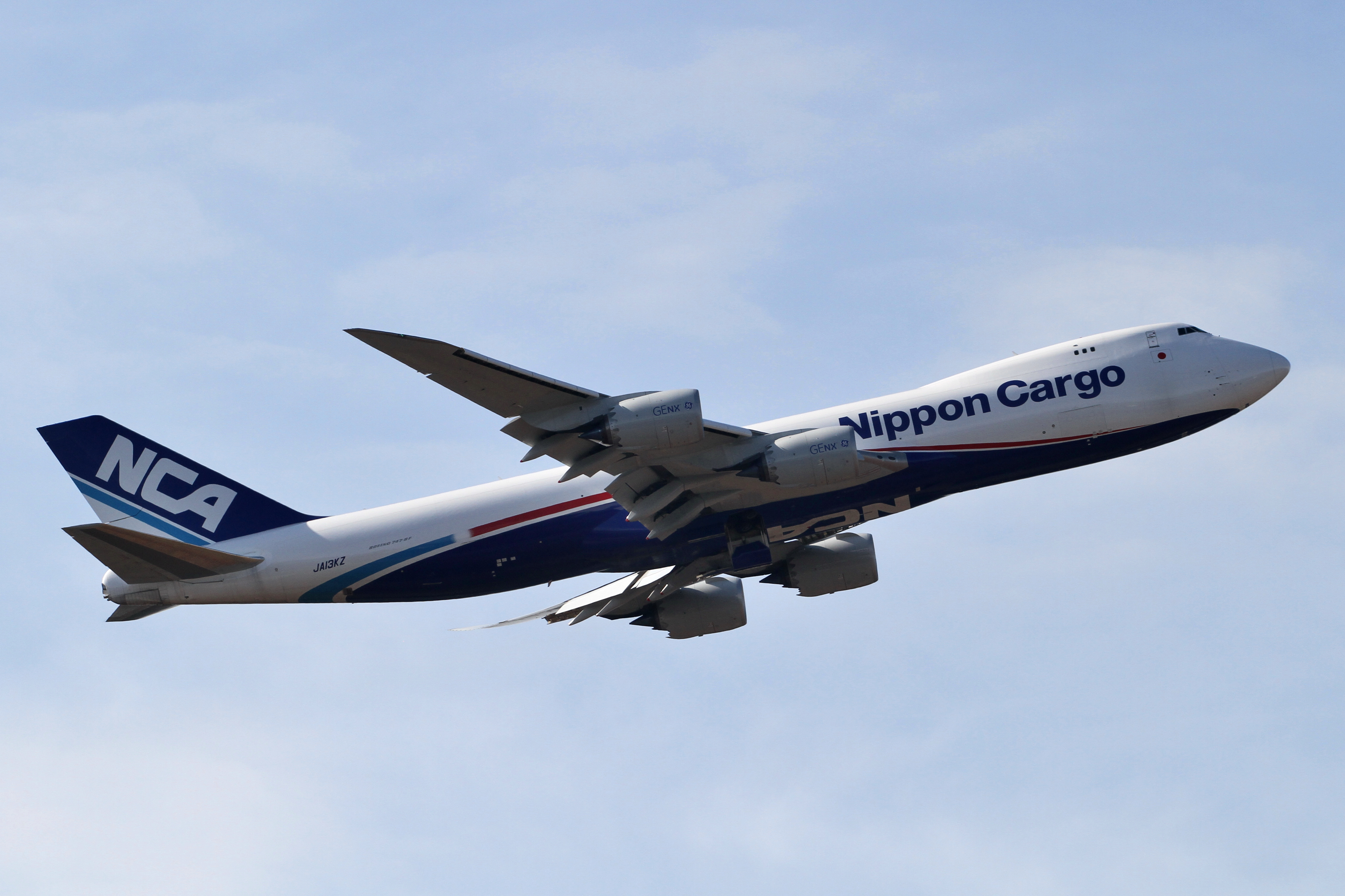
일본화물항공의 보잉 747-8F

## 같이 보기
- 보잉 747
- 보잉 747-400
- 보잉 787 드림라이너